# Ijoid jezici
Ijoid jezici, skupina atlantsko-kongoanskih jezika raširenih u Nigeriji. Obuhvaća 10 jezika klasificiranih u dvije podskupine:
a. Defaka (1) Nigerija: defaka.
b. Ijo (9) Nigerija: biseni, ibani, jugoistočni ijo, izon, kalabari, kirike, nkoroo, okodia, oruma.

## Vanjske poveznice
- Ethnologue (14th)
- Ethnologue (15th)